# Mnichovský operní festival
Mnichovský operní festival („Die Münchner Opernfestspiele“) je tradiční festival, který láká milovníky opery z celého světa. Koná se v červnu a červenci a je to vrchol operního roku v Mnichově. Festival je v současné době pořádán Bavorskou státní operou a Bavorským státním baletem a nabízí více než třicet operních představení, písňových večerů, četných koncertů, baletních produkcí a dalších akcí pořádaných v Národním divadle, v Prinzregententheater, v divadle Cuvilliés („Cuvilliés Theater“), v Pavillon 21 MINI Opera Space (2010), v Allerheiligen-Hofkirche a v Nové pinakotéce („Neue Pinakothek“) nebo také v muzeu Brandhorstových („Muzeum Brandhorst“).

## Historie
Operní festival se poprvé konal v roce 1875 jako letní slavnost s operami Wolfganga Amadea Mozarta a hudebními dramaty Richarda Wagnera. Byl natolik úspěšný, že se časem zvětšila touha po vlastním festivalovém divadle. Aby se splnilo přání občanů byl na přelomu století postaven Prinzregententheater. Jeho stavbu sponzoroval milovník umění, regent Luitpold Bavorský. Divadlo bylo otevřeno 21. srpna 1901 představením Mistři pěvci norimberští („Die Meistersinger von Nürnberg“) a začal zlatý věk mnichovského operního festivalu.
V roce 1952 byl jednou ze zakládajících organizací Evropské asociace festivalů („European Festivals Association“).
Od roku 1958 je podporován společností „Gesellschaft zur Förderung des Münchner Opernfestspiele“. Kromě finanční podpory také prostřednictvím festivalové ceny (od roku 1965) a také každoroční obsáhlou publikací (od roku 1959), dnes pod názvem Průvodce “festivalem („Festspielführer“).
Pod názvem Opera pro všechny („Oper für alle“) se každoročně koná operní a koncertní večer na náměstí Max-Joseph-Platz před Národním divadlem. Nejmodernější zvuková technologie zajišťuje dobrou kvalitu zvuku a dne 26. června 2010 tato událost zaznamenala návštěvnost 12 000 návštěvníků.

## Galerie

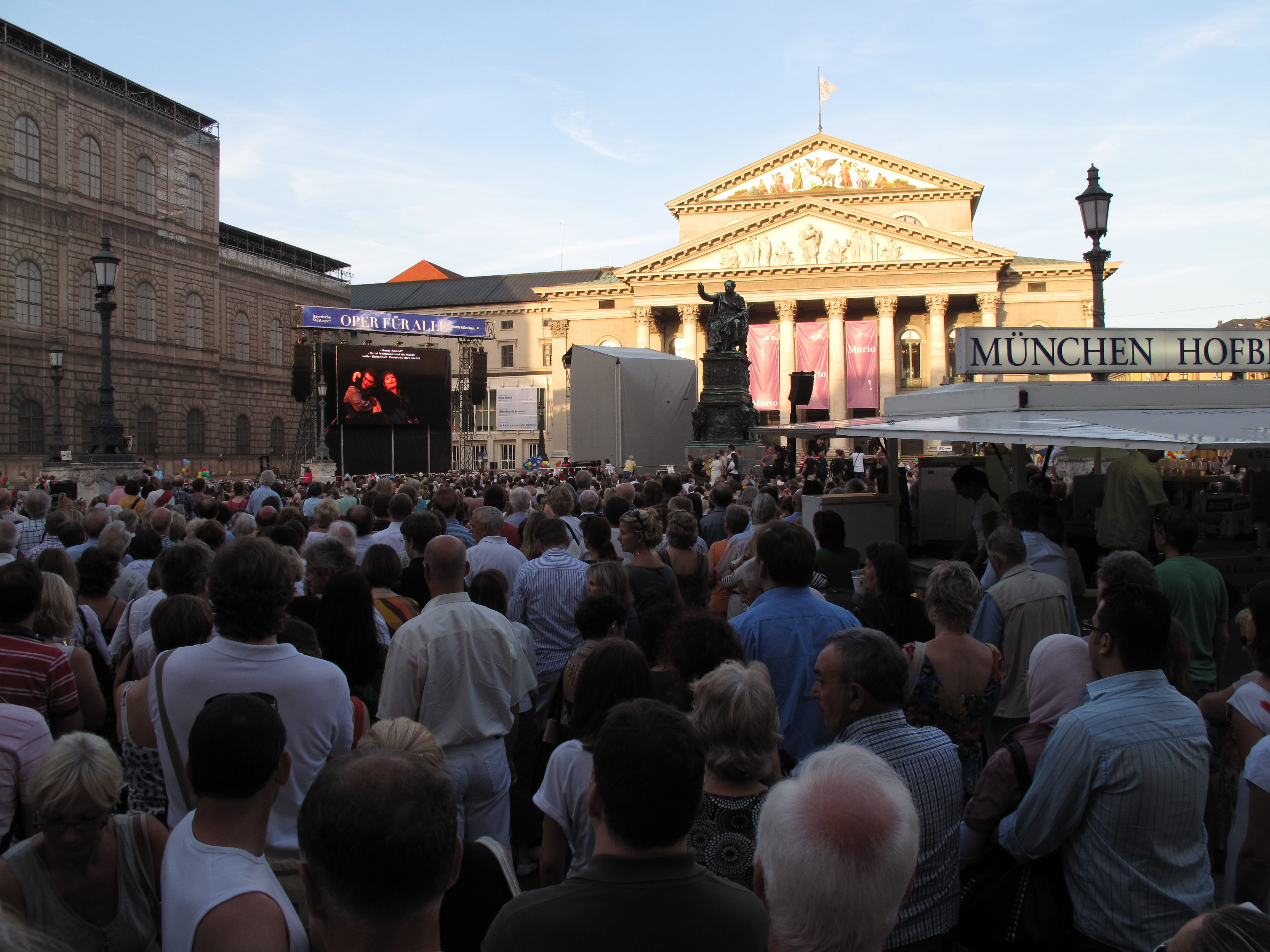
Opera pro všechny 2010
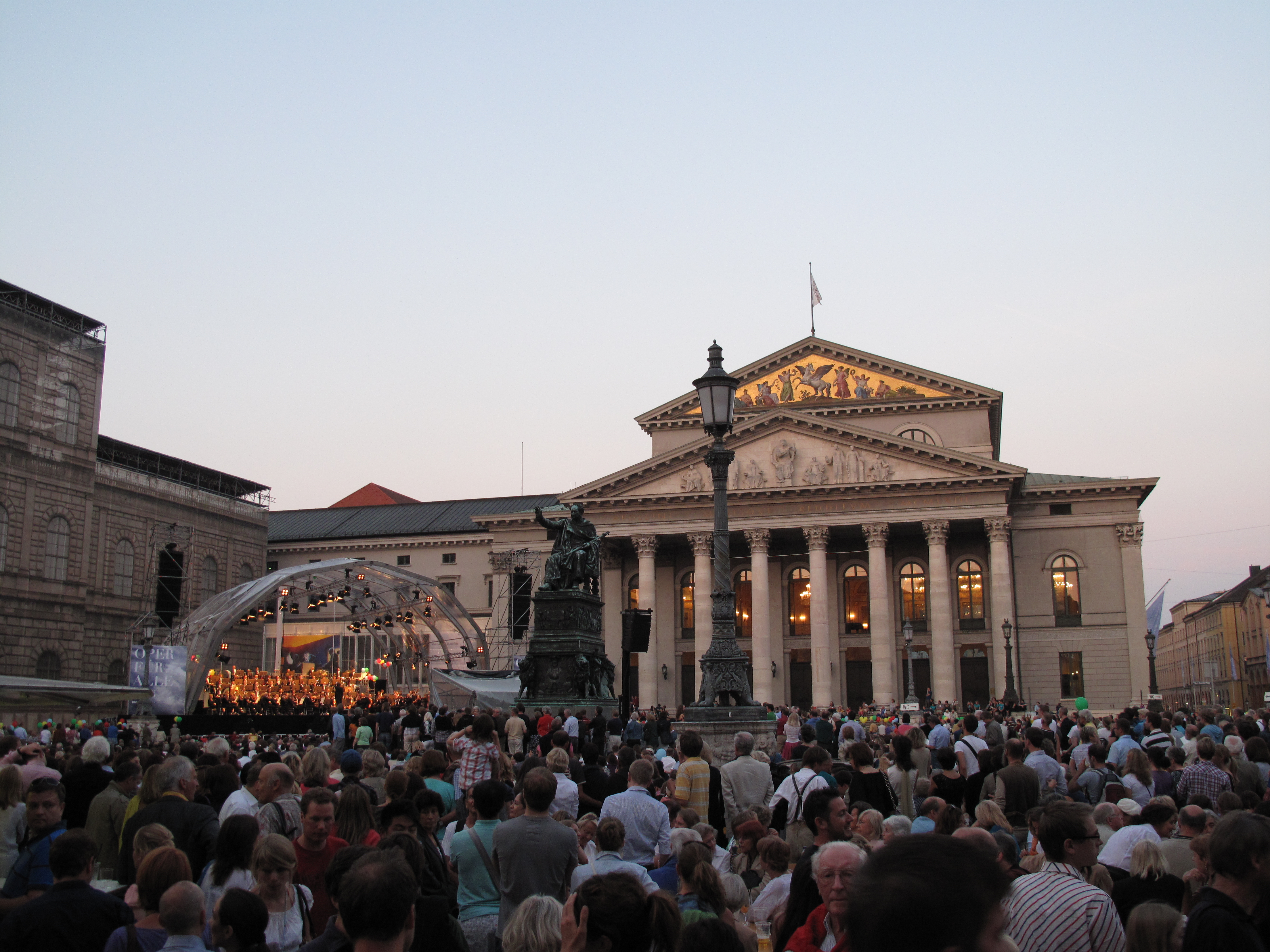
Opera pro všechny před ND Mnichov
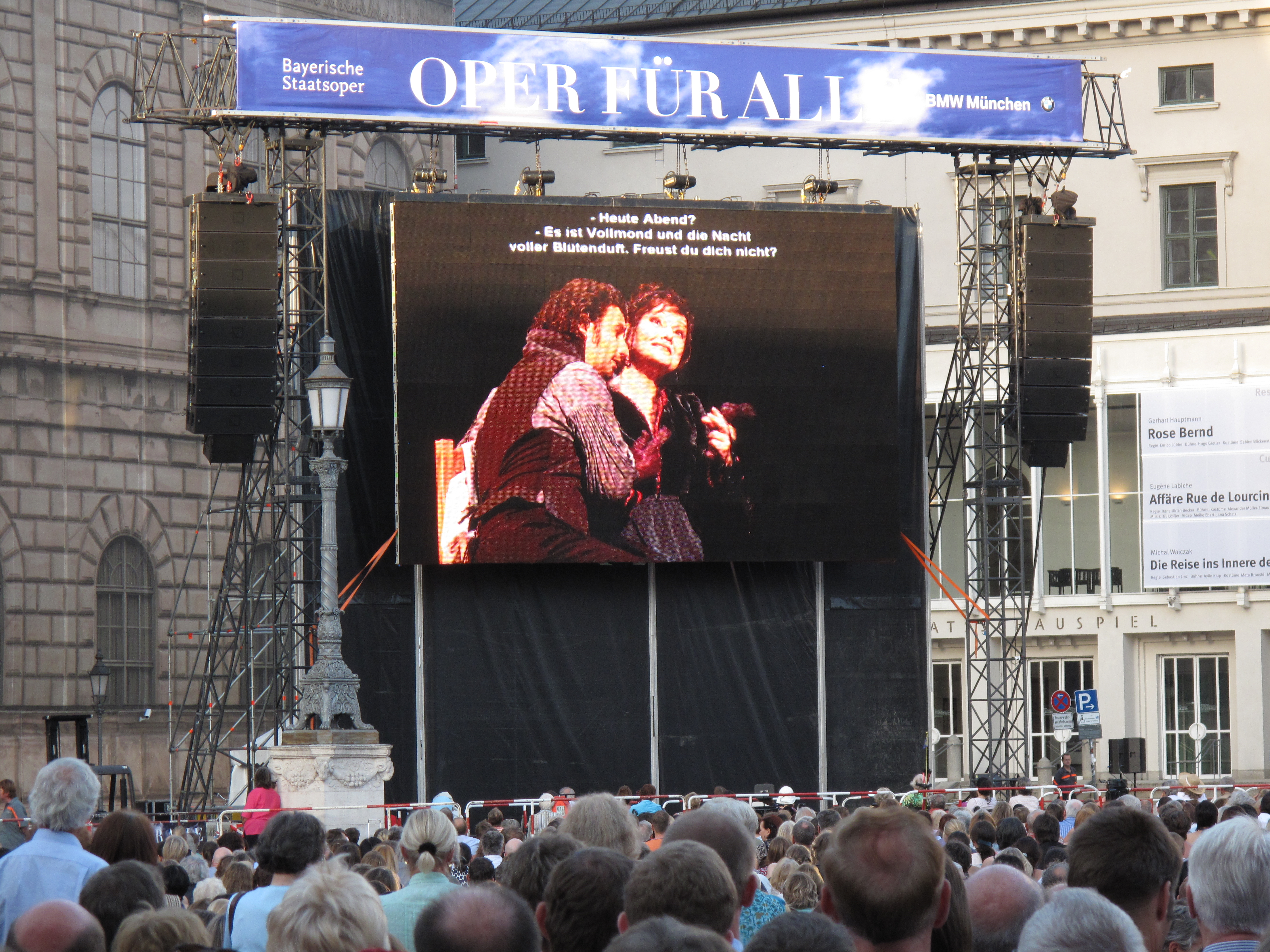
Opera pro všechny 2010